# Congresos del Comité Olímpico Internacional
Los Congresos Olímpicos son reuniones referentes al Movimiento Olímpico que se celebran en períodos irregulares (en los últimos tiempos una vez por década) y que son organizadas por el Comité Olímpico Internacional (COI).
En un Congreso Olímpico toman parte representantes de todas las organizaciones que conforman el movimiento olímpico: El Comité Olímpico Internacional en sí, los Comités Olímpicos Nacionales, Las Federaciones Internacionales Deportivas, los Comités Organizadores de Juegos Olímpicos, atletas, entrenadores, jueces y los medios de comunicación, así como otros participantes y observadores. 
En los congresos, 13 en su totalidad, se trata sobre temas de importancia referentes al movimiento olímpico internacional en ese momento; además se expone, discute y concluye sobre el nivel e historial olímpicos logrados hasta ese entonces y su proyección al futuro.

## Lista de Congresos Olímpicos
| Nr.  | Año  | Ciudad      | País                | Temas |
| ---- | ---- | ----------- | ------------------- | --- |
| I    | 1894 | París       | Francia             | Restablecimiento de los Juegos Olímpicos |
| II   | 1897 | Le Havre    | Francia             | Higiene y pedagogía deportivas |
| III  | 1905 | Bruselas    | Bélgica             | Educación física y deportiva |
| IV   | 1906 | París       | Francia             | Arte, literatura y deporte |
| V    | 1913 | Lausana     | Suiza               | Psicología y fisiología deportivas |
| VI   | 1914 | París       | Francia             | Reglamentación olímpica |
| VII  | 1921 | Lausana     | Suiza               | Reglamentación olímpica |
| VIII | 1925 | Praga       | Checoslovaquia      | Pedagogía deportiva – Reglamentación olímpica |
| IX   | 1930 | Berlín      | Alemania Nazi       | Reglamentación olímpica |
| X    | 1973 | Varna       | Bulgaria            | Deporte para un mundo en paz - El Movimiento Olímpico y su futuro                                                                                    |
| XI   | 1981 | Baden-Baden | Alemania Occidental | Unidos por y para el deporte El futuro de los Juegos Olímpicos - Cooperación internacional - El Movimiento Olímpico futuro                           |
| XII  | 1994 | París       | Francia             | Congreso Olímpico Centenario, Congreso de la Unidad La contribución del Movimiento Olímpico a la sociedad moderna - Deporte y medios de comunicación |
| XIII | 2009 | Copenhague  | Dinamarca           | El Movimiento Olímpico en la Sociedad |